# Ching Morrison
Thomas Morrison, detto Ching (anche Tom o Tommy; Belfast, 16 dicembre 1874 – 26 marzo 1940), è stato un calciatore irlandese, di ruolo centrocampista.

## Biografia
Nato da James e Annie Morrison, era l'ultimo di cinque fratelli: i primi tre nacquero in Scozia e tra gli altri, Alex e Robert Morrison, divennero entrambi calciatori.

## Carriera
Esterno o interno destro, inizia la carriera al Glentoran, dove gioca insieme al fratello Alex. Nel 1894 si trasferisce al Burnley, squadra che durante la sua carriera rappresenta in 179 incontri di campionato. Veste anche le maglie di Celtic e Manchester United, oltre a quella del Colne e a fine carriera ritorna prima al Burnley, e infine, al Glentoran, da dove aveva cominciato.
Vince un titolo scozzese e la seconda divisione inglese.
Il 9 marzo del 1895 esordisce nella Nazionale dell'Irlanda contro l'Inghilterra, sfida valida per gli Home Championship conclusasi sul 9-0 per gli avversari: questa è la prima delle sette partite giocate da Morrison in Nazionale.

## Palmarès

### Club

#### Competizioni nazionali
- Campionato scozzese: 1

Celtic: 1895-96
- Second Division: 1

Burnley: 1897-98